# Cephalaria tchihatchewii
Cephalaria tchihatchewii là một loài thực vật có hoa trong họ Kim ngân. Loài này được Boiss. mô tả khoa học đầu tiên năm 1860.